# Арриага, Мануэл ди
Мануэ́л Жозе́ де Арриа́га Брун да Силве́йра и Пейрело́нге (Мануэл де Арриага, в порт.-браз. Мануэл ди Арриага порт. Manuel José de Arriaga Brum da Silveira e Peyrelongue; 8 июля 1840, Орта, Азорские острова, Португалия — 5 марта 1917, Лиссабон, Португалия) — португальский государственный деятель, адвокат, писатель. Первый президент Португалии (1911—1915).

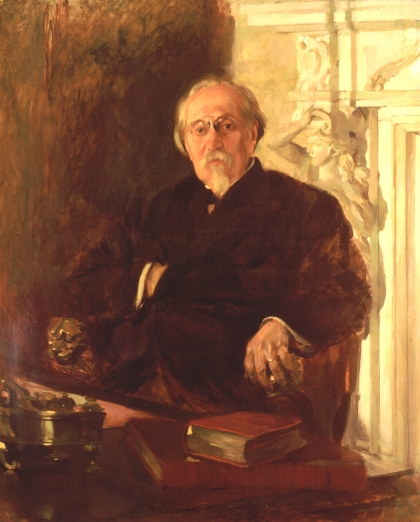
Портрет Мануэла ди Арриаги работы Колумбану Бордалу Пиньейру

## Биография

### Ранние годы и образование
Родился в аристократической семье, его отец был одним из самых богатых торговцев в городе, последним управляющим семьи Моргадио. В 1865 г. окончил юридический факультет Коимбрского университета, был воодушевлён идеями позитивизма и республиканизма, участвовал в дискуссиях на философские и политические темы. Из-за своих политических взглядов вступил в конфликт с отцом, который по этой причине лишил его наследства. С 1866 г. работал учителем английского языка, позже занимался успешной частной адвокатской практикой. Спустя десять лет вошёл в Комиссию по реформированию среднего образования (порт. Comissão para a Reforma da Instrução Secundária). В 1878 году он подал заявку на должность профессора Всеобщей истории, однако его кандидатура была отклонена, несмотря на блестящую диссертацию, которую он представил на конкурс. В итоге он получит должность преподавателя английского языка в Лиссабонской средней школе, эту должность он впоследствии занимал много лет.

### Республиканец в период монархии
После двух поражений в ноябре 1882 г. он был избран депутатом-республиканцем от округа Мадейры, стал вторым республиканцем, который занял место в португальском парламенте. Был видным членом доктринального поколения португальского республиканизма, утверждая себя в качестве одного из его главных идеологов. Был активным сторонником демократии, всегда боролся за унитарный и демократический республиканизм, отвергая антиклерикализм и якобинизм, которые в то время были основным направлением португальского республиканизма. После первого парламентского срока он не был переизбран. Однако вскоре он становится республиканским советником городского совета Лиссабона, а в 1889 г. был избран в парламент от родного города Орта.
В феврале 1890 г. возглавил массовую демонстрацию против британского ультиматума и уступок португальского правительства; был арестован и этапирован на борт военного корабля, где он находился до освобождения по королевской амнистии. Член Португальской республиканской партии, с 1891 г. в правлении партии. В отличие от других республиканцев, поддерживал хорошие отношения с Римско-католической церковью, нередко противопоставлялся воинствующему антиклерикализму, культивируемому другими ведущими республиканскими политиками, в частности, Афонсу Аугушту да Коштой. Выступал за расширении прав наименее привилегированных классов — рабочих и крестьян. В конце срока депутатских полномочий он заявил, что не вернётся в кортесы, пока члены парламента не получат реальных властных полномочий. Разочарованный политикой, он постепенно посвятил себя литературному творчеству, в период между 1899 и 1907 г. опубликовал два поэтических сборника и один сборник прозы.

### Республиканский период
После революции 1910 г. был назначен ректором Коимбрского университета, затем — генеральным прокурором Португалии. Также был избран в Национальное Учредительное Собрание. В 1911 г. одержал победу на первых президентских выборах после принятия республиканской конституции.
Провёл в Португалии ряд буржуазно-демократических реформ. Срок его президентских полномочий был отягощён крупными внутриполитическими проблемами. Произошёл раскол Республиканской партии, что привело к потере правительственного большинства. Левые либералы-демократы стали доминирующей партией, которая была названа Демократической партией, а Афонсу Кошта возглавил правительство, кабинет министров ускорил и резко усилил антиклерикальную политику, которая переросла в реальное преследование церкви. Конституция не давала главе государства полномочий по роспуску парламента, что заставляло его назначать новые правительства, и все они вскоре уходили в отставку. Ещё сильнее страну разделил вопрос об участии в Первое мировой войне. Он сам ратовал за нейтралитет Португалии. Также происходили восстания монархистов, главным образом спровоцированные капитаном Энрике Митчеллом де Пайвой Коусейру.
Правящая партия была обвинена в фальсификации парламентских выборов, состоявшихся в конце 1914 г. В этой ситуации произошел военный переворот, организованный консервативными армейскими кругами, недавно избранный парламент был распущен. Президент Арриага также был дискредитирован назначением генерала Жуакина Пимента де Каштру главой правительства. После победы республиканского восстания в мае 1915 г. он был вынужден уйти в отставку, окончательно отказавшись от участия в политике, обвинённый в предательстве демократических республиканских идеалов, которые он защищал всю свою жизнь. В 1916 г. он опубликовал книгу под названием «О первом президентстве Португальской Республики».
В 2005 г. его останки были переданы для захоронения в Лиссабонский Национальный Пантеон в церкви Санта-Энграсия. Именем политика названы сотни улиц и площадей по всей стране.

## Награды
Награды Португалии
| Страна     | Дата                          | Награда                                                                | Награда                                                                | Литеры |
| ---------- | ----------------------------- | ---------------------------------------------------------------------- | ---------------------------------------------------------------------- | ------ |
| Португалия | 24 августа 1911 — 26 мая 1915 | Гроссмейстер Военного Ордена Башни и Меча, Доблести, Верности и Заслуг | Гроссмейстер Военного Ордена Башни и Меча, Доблести, Верности и Заслуг |        |

## Сочинения
- «Республиканская партия и конгресс» (1887)
- «Вопрос о Лунде, представленный в палате депутатов» (1891)
- «Самоидентификация португальской национальности при монархическом режиме» (1897)
- «Начало окончательной ликвидации»
- «О единстве человеческой семьи в экономической перспективе»
- «Безответственность исполнительной власти при либеральном монархическом режиме»
- «Священные истории»
- «Социальная диффузия»
- «Социальная гармония»